# Хендри (округ)
Хе́ндри (англ. Hendry county) — округ штата Флорида Соединённых Штатов Америки.
На 2000 год в нём проживало 36 210 человек. По оценке бюро переписи населения США в 2007 году население округа составляло 39 611 человек. Окружным центром является город Ла-Белл.

## История
Округ Хендри был сформирован в 1923 году. Он был назван в честь майора Фрэнсиса Хендри, одного из первых поселенцев округа.

## География
Округ расположен в южной части штата. Граничит с округами: Глейдс (на севере), Мартин и Окичоби (на северо-востоке), Палм-Бич (на востоке), Брауард (на юго-востоке), Коллиер (на юге), Ли и Шарлотт (на западе).

## Население
По данным переписи 2000 года население округа составляет 36 210 человек. Расовый состав: белые — 66,08 %; афроамериканцы — 14,75 %; азиаты — 0,45 %; коренные американцы — 0,8 %; океанийцы — 0,03 %; другие расы — 14,67 %; представители двух и более рас — 3,22 %. Возрастная структура: до 18 лет: 30 %; от 18 до 24 лет: 13,3 %; от 25 до 44 лет: 28,3 %; от 45 до 64 лет: 18,3 %; старше 64 лет — 10,1 %. Средний возраст населения — 30 лет. На каждые 100 женщин приходится 125 мужчин.
Динамика роста населения:
- 1940: 5 237 чел.
- 1950: 6 051 чел.
- 1960: 8 119 чел.
- 1970: 11 859	чел.
- 1980: 18 599 чел.
- 1990: 25 773 чел.
- 2000: 36 210 чел.
- 2010: 39 140 чел.